# Строгинское шоссе
Строги́нское шоссе́ — шоссе, расположенное в Северо-Западном административном округе города Москвы на территории района Строгино.

## История
Шоссе получило своё название в 1990 году по расположению в местности Строгино.

## Расположение
Строгинское шоссе, являясь продолжением Новощукинской улицы, проходит от восточного начала Строгинского моста на запад до пересечения с улицами Маршала Катукова и Таллинской. С юго-востока от шоссе расположены Щукинский полуостров, с севера Малый Строгинский затон, с юга Большой Строгинский затон. Нумерация домов начинается от Строгинского моста.

## Примечательные здания и сооружения
По нечётной стороне:
По чётной стороне:

## Транспорт

### Автобус
- 137 ( Щукинская — Троице-Лыково);
- 277 ( Щукинская — 3-й мкр. Строгина);
- 310 ( Щукинская — ТЦ «Метро»);
- 638 ( Щукинская — Мякинино);
- 640 ( Щукинская —  Тушинская);
- 687 ( Щукинская — Мякинино);
- 798 ( Щукинская — ВКНЦ).

### Трамвай
- 10 ( Щукинская — Улица Кулакова);
- 15 ( Сокол — Таллинская улица);
- 21 ( Щукинская — Таллинская улица);
- 30 (Михалково — Улица Кулакова).

### Метро
- Станция метро «Строгино» Арбатско-Покровской линии — западнее шоссе, на Строгинском бульваре
- Станция метро «Щукинская» Таганско-Краснопресненской линии — восточнее шоссе, на улице Маршала Василевского

### Остановки наземного городского пассажирского транспорта
«Воднолыжный стадион» — Автобусы №: 137, 277, 310, 638, 640, 687, 798.